# 부천서초등학교
부천서초등학교는 대한민국 경기도 부천시 원미구에 있는 공립 초등학교이다.

## 학교 연혁
- 1967.12.13 소사서국민학교로 설립인가
- 1968.03.03 소사서국민학교로 개교(10학급 편성)
- 1968.03.03 초대 이용무교장 취임
- 1970.02.11 제1회 졸업식 거행(졸업생110명)
- 1974.03.18 부천서국민학교로 교명변경
- 1980.09.01 성주국민학교 분리 수용(330명)
- 1982.03.01 29학급 편성, 병설유치원 1학급 설치
- 1985.03.01 병설유치원 1학급 증설(2학급 편성)
- 1985.03.01 상지국민학교로 분리(745명)
- 1996.03.01 부천서초등학교로 교명변경. 62학급 편성.
- 1997.03.01 인천교육대학교 교육실습대용학교 지정운영(6년)
- 1997.03.01 교육부지정 인천교육대학교 교생실습학교 지정운영
- 1998.03.01 경기도교육청지정 특기·적성교육활동 시범학교 지정(2년간)
- 2001.09.01 제11대 김수길 교장 취임
- 2003.01.01 북경사범대학 아태실험학교와 자매결연
- 2003.03.01 한국교원대학교 교육실습대용학교 지정 운영(1년)
- 2004.02.19 제35회 졸업식(졸업생 456명, 총졸업생 12,156명)
- 2004.03.01 44학급 편성
- 2005.02.18 제36회 졸업식(졸업생 356명, 총졸업생 12,512명)
- 2005.03.01 제12대 정수균 교장 부임
- 2005.03.01 37학급 편성
- 2005.09.01 경인교육대학교 교육실습대용학교 지정(4,6년운영)
- 2006.02.18 제37회 졸업식(졸업생 291명, 총졸업생 12,774명)
- 2006.03.01 40학급 편성
- 2007.02.15 제38회 졸업식(졸업생 320명, 총졸업생13,094명)
- 2007.03.01 38학급 편성
- 2007.09.01 제13대 정옥진 교장 부임
- 2008.02.16 제39회 졸업식(졸업생255명, 총졸업생 13,349명)
- 2008.03.01 38학급 편성(특수반 신설포함)
- 2009.02.16 제40회 졸업식(졸업생 288명, 총졸업생13,637명)
- 2009.03.01 일반학급 37, 특수학급 1편성
- 2010.02.11 제41회 졸업식(졸업생 242명, 총졸업생 13,879명)
- 2010.03.01 일반학급 36, 특수학급 1편성
- 2010.09.01 제14대 김진복 교장 부임
- 2011.02.16 제42회 졸업식(졸업생 203명, 총졸업생 14082명)
- 2011.03.01 일반학급 34, 특수학급 2 편성
- 2012.02.14 제43회 졸업식(200명, 총졸업생수 14,282명)
- 2012.03.01 일반학급 33, 특수학급 2 편성 (입학생 127명)
- 2013.02.15 제44회 졸업식(204명, 총졸업생수 14,486명)
- 2013.03.01 일반학급 30, 특수학급 2편성
- 2014.02.14 제45회 졸업식(161명, 총졸업생수 14,647명)
- 2014.03.01 일반학급 31, 특수학급 2편성
- 2014.03.01 제15대 이광희 교장 부임